# Baradostià
El baradostià és una cultura del Paleolític superior que es va desenvolupar a la regió del Zagros, al Kurdistan iraquià, el període que abasta del 38.000 BP al 18.000 BP. La va precedir la cultura mosteriana del Paleolític mitjà, de la qual el baradostià en representa una fidel continuació sense la presència d'una producció de bladelets (uns ganivets de làmina prima i curta). Aquesta cultura es caracteritza per l'elevat percentatge de burins, alguns de factura similar als burins aurinyacians.

## Característiques
Les dates de radiocarboni suggereixen que aquest va ser un de les primeres cultures del Paleolític superior, ja que les evidències més antigues es remunten al 36.000 BP. Les mostres trobades a la cova de Yafteh van revelar que en la fase inicial aquesta cultura no era tan sofisticada com en la seva fase mitjana evolucionada, i que produïa làmines i bladelets mitjançant martells suaus de nucli prismàtic de plataforma simple i plana.
La relació del baradostià amb les cultures veïnes no és clara. Tampoc no se sap del cert si aquesta cultura va evolucionar gradualment a partir del grup cultural mosterià anterior del Zagros, associat principalment amb els neandertals, o si van ser els primers humans moderns els van portar a la regió de Zagros les tecnologies vinculades al baradostià.
La cova de Shanidar (Kurdistan iraquià), l'abric de Warwasi, la cova de Kaldar, la cova de Yafteh (oest del Zagros) i la cova de Gavi Eshkaft-e (sud del Zagros), es troben entre els jaciments més importants excavats amb presència d'elements de la cultura baradostiana. Durant la fase final de la darrera glaciació (la glaciació de Würm), el baradostià va ser reemplaçat per una indústria epipaleolítica local anomenada cultura zarziana. La tradició lítica del baradostià marca el final de la seqüència del Paleolític a la zona del Zagros.
Segons el prehistoriador belga Marcel Otte, el baradostià del Zagros està clarament connectat amb les tradicions aurinyacianes.